# Conorboididae
Conorboididae es una familia de foraminíferos bentónicos de la superfamilia Conorboidoidea, del suborden Robertinina y del orden Robertinida. Su rango cronoestratigráfico abarca desde el Aptiense superior (Cretácico inferior) hasta el Maastrichtiense (Cretácico superior).

## Clasificación
Conorboididae incluye a las siguientes géneros:
- Colomia †
- Conorboides †
- Stedumia †

Otro género considerado en Conorboididae es:
- Nanushukella †, aceptado como Conorboides